# Paratettix proximus
Paratettix proximus är en insektsart som först beskrevs av Hancock, J.L. 1907.  Paratettix proximus ingår i släktet Paratettix och familjen torngräshoppor. Inga underarter finns listade i Catalogue of Life.